# Laoheishan (köpinghuvudort i Kina, Heilongjiang Sheng, lat 43,71, long 130,88)
Laoheishan är en köpinghuvudort i Kina. Den ligger i provinsen Heilongjiang, i den nordöstra delen av landet, omkring 400 kilometer sydost om provinshuvudstaden Harbin. Antalet invånare är 14 707. Befolkningen består av 6 718 kvinnor och 7 989 män. Barn under 15 år utgör 13,0 %, vuxna 15-64 år 78 %, och äldre över 65 år 7,0 %.
Runt Laoheishan är det ganska glesbefolkat, med 28 invånare per kvadratkilometer. Laoheishan är det största samhället i trakten. I omgivningarna runt Laoheishan växer i huvudsak lövfällande lövskog.
Genomsnittlig årsnederbörd är 928 millimeter. Den regnigaste månaden är juli, med i genomsnitt 186 mm nederbörd, och den torraste är januari, med 6 mm nederbörd.